# Pallone Tensostatico
Il Pallone Tensostatico è una tensostruttura sportiva di Siracusa, inglobata nella Cittadella dello sport. 
È stato realizzato nel 1980 per ospitare le partite interne delle società sportive aretusee. Ha una capienza di 600 posti a sedere.

## Storia
Concetto Lo Bello, arbitro siracusano di fama internazionale, fu uno dei promotori per la realizzazione del progetto, e grazie alle sue conoscenze e al suo impegno riuscì a portare quasi a termine il complesso polisportivo ad oggi più grande di Siracusa. 
Da sempre il Tensostatico ha una certa rilevanza in ambito nazionale ed internazionale, principalmente grazie all'Ortigia di pallamano che qui ha trascorso gli anni dei tre scudetti e delle prime partecipazioni alle competizioni europee. Prima che si ultimassero i lavori di completamento del Palazzetto dello sport, è stato la casa oltre che dell'Ortigia anche di altre realtà pallamanistiche cittadine: l'EOS, la Polisport Siracusa e la Pentapoli.
Dopo il trasferimento di queste società nell'antistante Palasport, è stato chiuso e abbandonato fino al 2019, quando è stato recuperato e riaperto. Oggi viene utilizzato per le partite di calcio a 5 dalle società calcettistiche Aretusa 94, Holimpia Siracusa e Siracusa Meraco e Rari Nantes di calcio a 5.